# Telus
Telus è una compagnia di telecomunicazioni nazionale canadese che fornisce anche servizi internet e televisione via satellite. Ha sede a Burnaby nella Columbia Britannica, nella Grande Vancouver.
La sua divisione Telus Mobility offre reti di telefonia CDMA 2000, IDEN e HSPA+.
Fa parte dell'associazione: British Columbia Technology Industry Association.